# Plavuník Isslerův
Plavuník Isslerův (Diphasiastrum ×issleri) patří mezi chráněné ohrožené druhy. Je to víceletá plavuňovitá rostlina s plazivými lodyhami a nadzemními oddenky.

## Popis
Plavuník Isslerův patří mezi plavuňovité rostliny. Větve s listy jsou zřetelně zploštělé, vzpřímené a značně větvené. Výška větviček dosahuje 10–20 cm. Břišní sterilní listy nacházíme přisedlé a úzce čárkovité. Srpkovitě zahnuté pozorujeme nesbíhavé postranní listy. Hřbetní listy jsou úzce kopinaté a vypouklé (vytvářejí trojúhelníkovitý tvar na průřezu).

## Rozmnožování
Na vrcholu loňských větví s listy vyrůstají na plavuníku jednotlivě (vzácně po dvou) výtrusnicové klasy. Lodyžní listy mají šedozelenou barvu a nalézáme je ve čtyřech podélných řadách. Výtrusy dozrávají v období od srpna do září.

## Ekologie
Tomuto druhu prospívají převážně místa v horských oblastech. Dále rostou na vřesovištích, kyselých půdách, ve světlých smrkových a borových lesích a na půdách chudých na živiny v okolí travnatých a keříčkovitých společenstvech.

## Rozšíření
Plavuník Isslerův se vyskytuje na Šumavě, v Krušných horách, Krkonoších, dále také ve vysokých polohách hor (Schwarzwald, Vogézy, Bavorský les) a v Alpách.